# (4212) Sansyu-Asuke
(4212) Sansyu-Asuke est un astéroïde de la ceinture principale.

## Description
(4212) Sansyu-Asuke est un astéroïde de la ceinture principale. Il fut découvert le 28 septembre 1987 à Toyota par Kenzo Suzuki et Takeshi Urata. Il présente une orbite caractérisée par un demi-grand axe de 3,15 UA, une excentricité de 0,25 et une inclinaison de 14,9° par rapport à l'écliptique.

## Compléments